# Pniów (jezioro)
Pniów – niewielkie jezioro na Równinie Torzymskiej, w gminie Torzym, o zaawansowanym stopniu eutrofizacji. Jezioro położone w Rezerwacie przyrody Dolina Ilanki.